# Carrossage

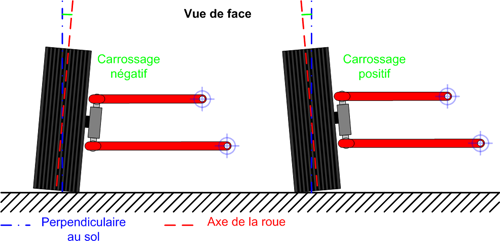
L'angle de carrossage est positif si le haut de la roue est à l'extérieur. S'il est négatif, c'est à l'intérieur.

Carrossage négatif

Le carrossage ou angle de carrossage  est dans le domaine automobile, en vue de face, l'angle formé par le plan de roulement de la roue avec la verticale. Le carrossage est dit « négatif » ou « contre carrossage » lorsque le sommet de la roue est incliné vers le véhicule. Il est positif dans le cas contraire.

## Influence du carrossage
Le carrossage accentue ou diminue la dissymétrie des contraintes dans l'aire de contact du pneu avec le sol, en augmentant la largeur de bande de roulement en contact effectif avec le sol. Le carrossage négatif génère un effort de poussée transversale orienté vers l'intérieur, opposé en sens à la force centrifuge en virage, ce qui favorise le maintien du pneu sur sa trajectoire.
L'angle de carrossage se définissant par rapport à la verticale et non par rapport au châssis, la prise de roulis et le pompage tendent à le réduire en dynamique.

## Exemples d'applications

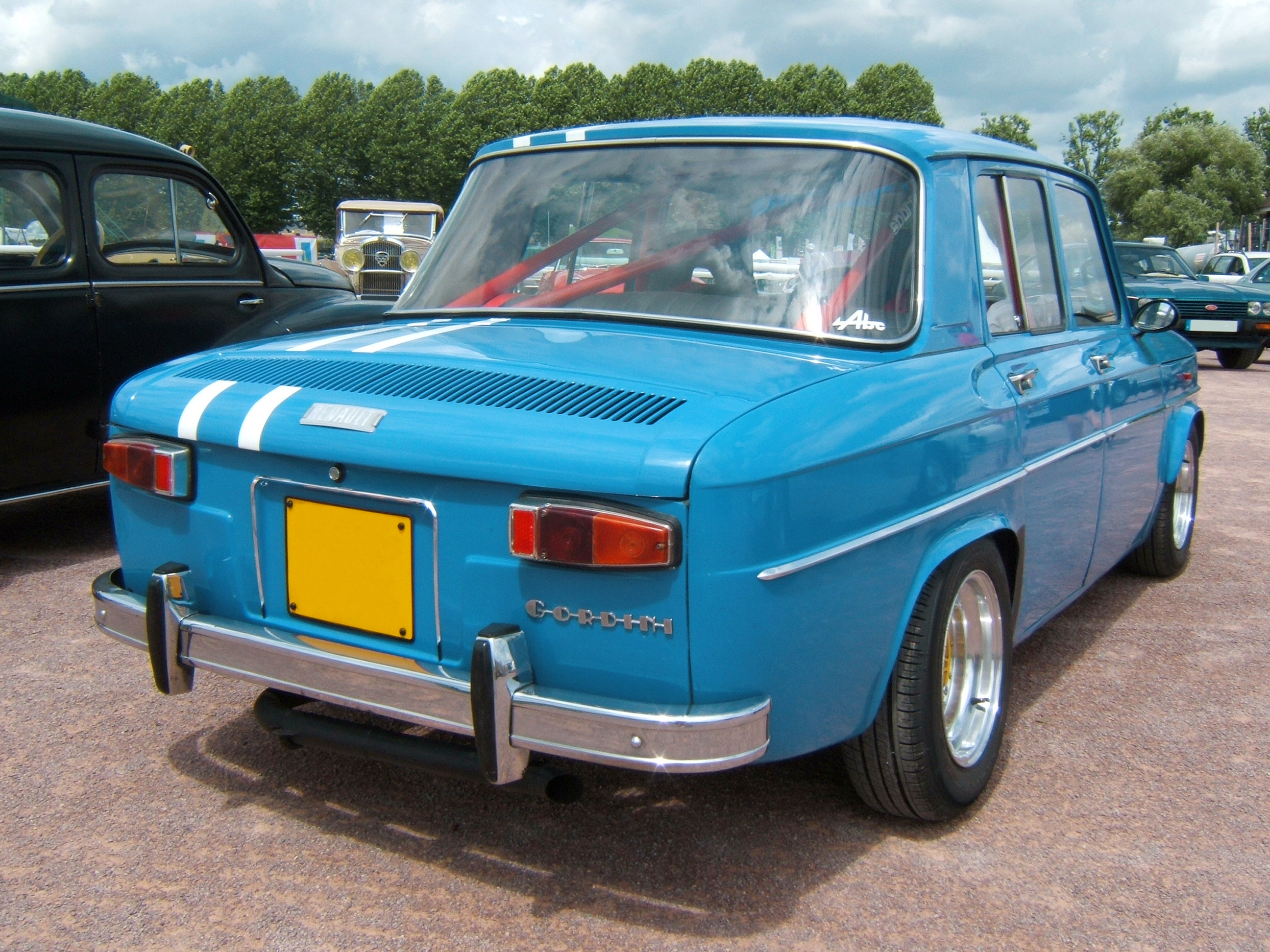
Renault 8 Gordini avec carrossage négatif à l'arrière.
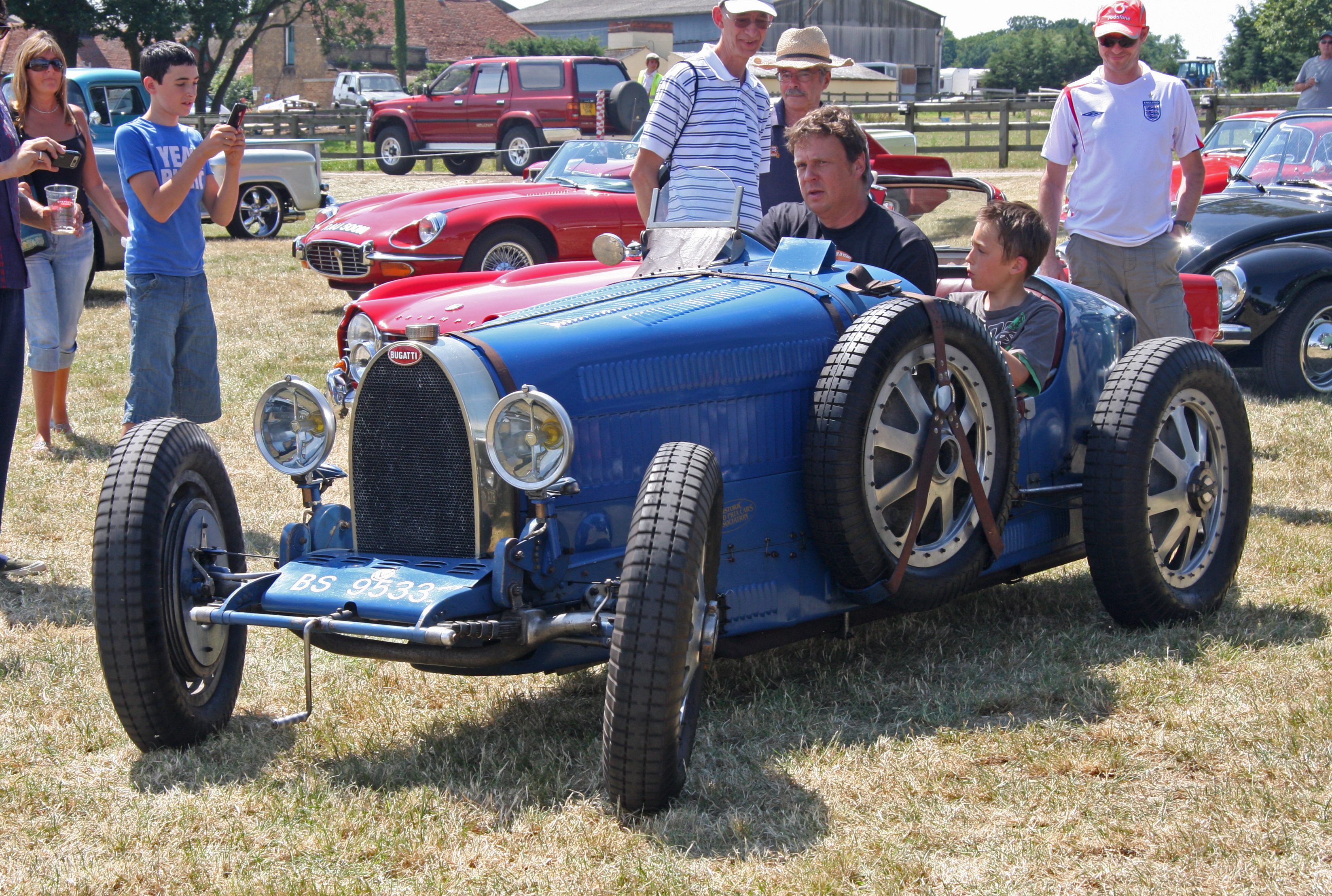
Bugatti Type 35 avec carrossage positif à l'avant.

Le train avant des Bugatti se caractérisait par un important carrossage positif.
Le train arrière des propulsions modernes a souvent un carrossage négatif.
Les autos de course  "tout à l'arrière" des années 60  dérivées de modèles de série plus calmes (R8 Gordini, NSU 1200 TT, Simca 1000 Rallye2) utilisaient d'impressionnants carossages négatifs (associés à des pneus plus larges, Cf photo supra)  pour compenser la tendance au survirage du modèle de base et augmenter la vitesse de passage en courbe .  On en retrouve une trace dans la chanson que Renaud Séchan a consacré à la R8 Gordini (La tire à dédé) qui commence par ce vers :
L'avait les roues arquées, un peu comme j'ai les jambes....
En rallye, sur les tractions le carrossage statique avant atteint −2° à −2° 30'. Sur circuit, il peut atteindre −4° sur tractions.
Le carrossage peut être positif pour les véhicules tout-terrain car celui-ci contribue à réduire l'effort de braquage.

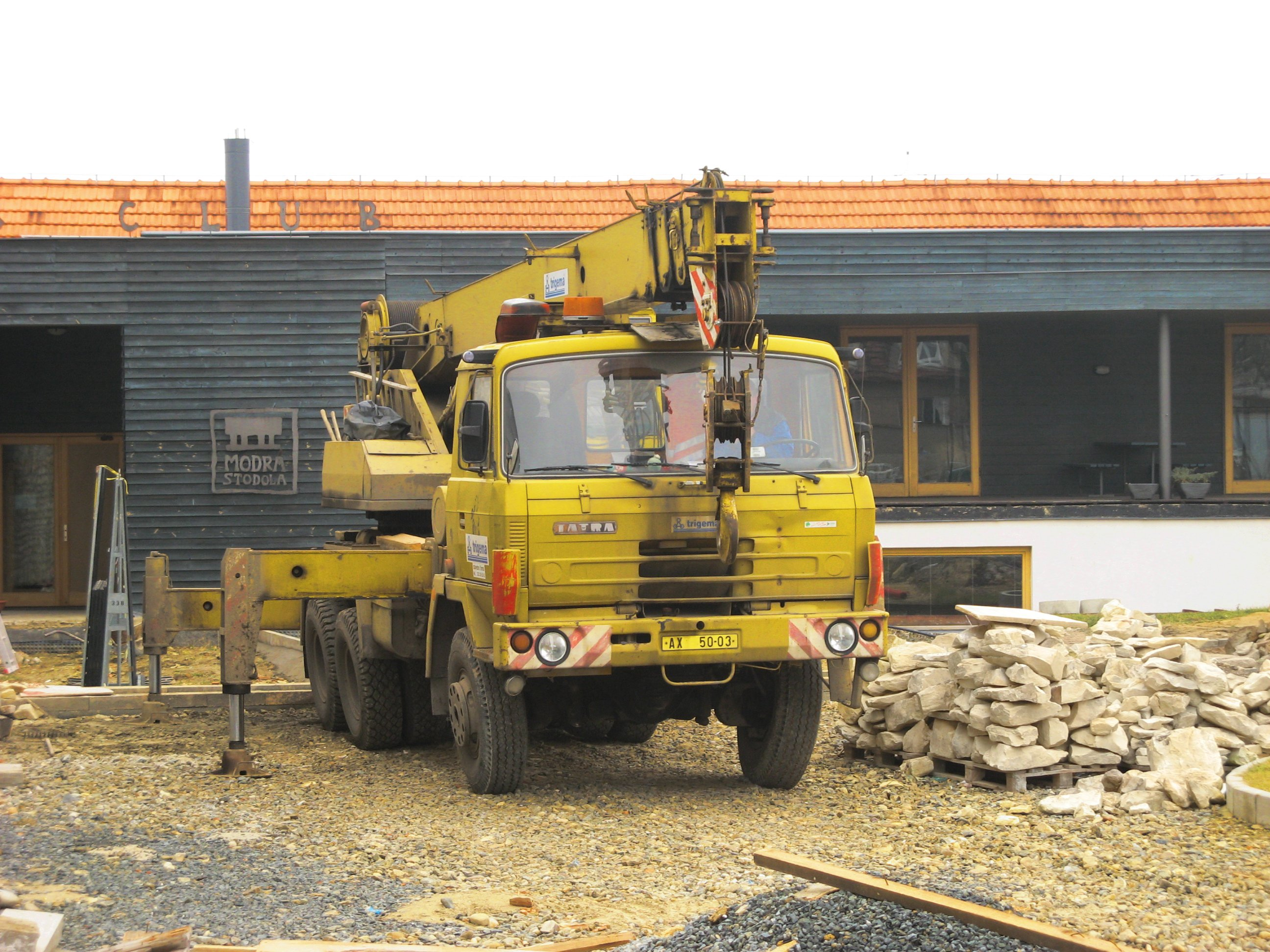
Grue mobile dont le carrossage est positif.